# Dietloff von Arnim

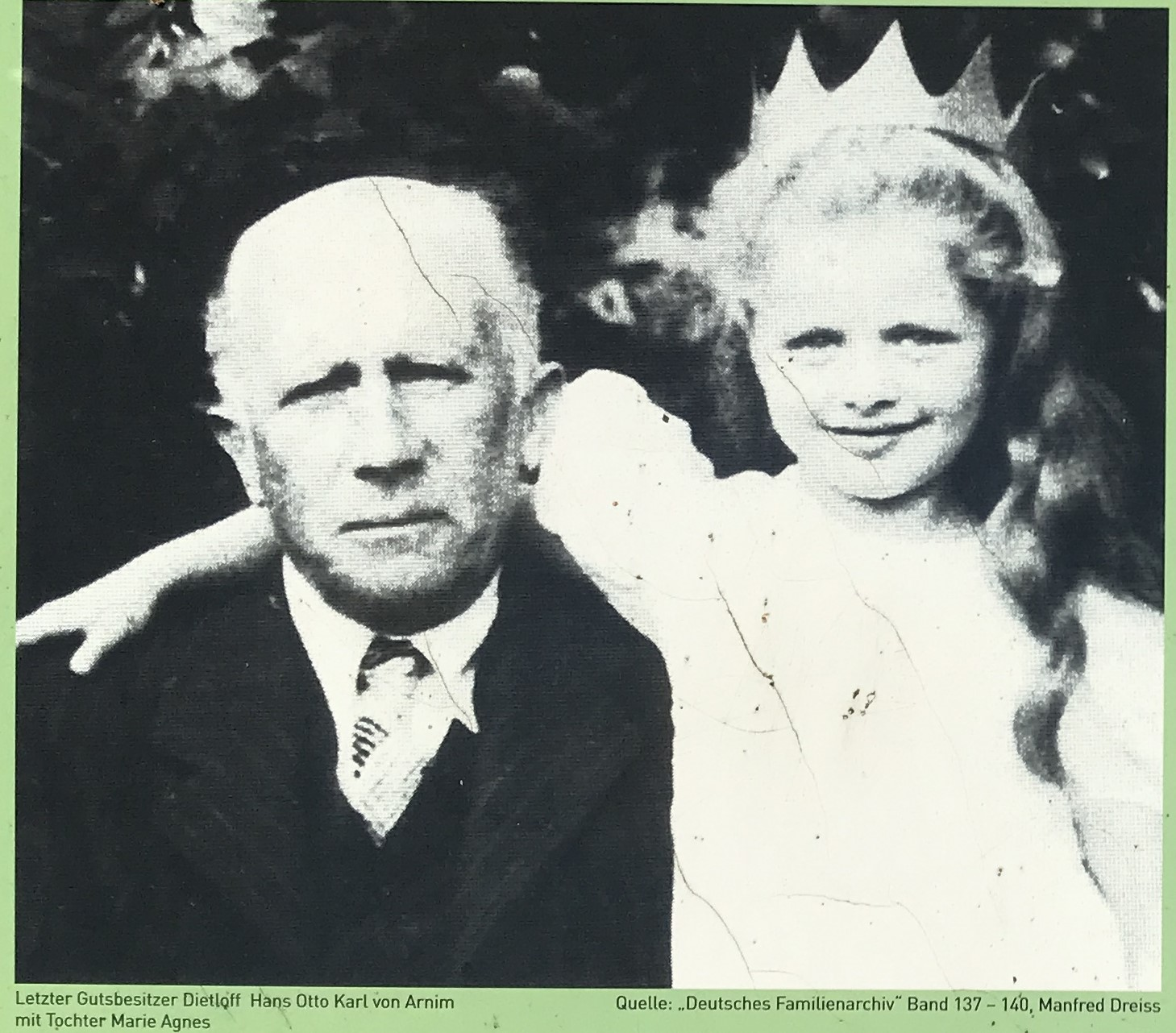
Dietloff von Arnim (mit Tochter Marie Agnes)

Dietloff Hans Otto Carl von Arnim, auch von Arnim-Ragow und von Arnim-Rittgarten (* 21. Januar 1876 in Güterberg; † 3. Mai 1945 in Augustfelde bei Prenzlau), war ein preußischer Großgrundbesitzer und von 1933 bis 1944 Landesdirektor bzw. Landeshauptmann der Provinz Brandenburg.

## Leben

### Kaiserreich und Weimarer Republik
Arnim war der Sohn des Präsidenten der Landwirtschaftskammer der Provinz Brandenburg, Georg von Arnim (1843–1914), auf Güterberg und Rittgarten mit Neuhof und Augustfelde und der Hermine von Stülpnagel (1845–1932) und besuchte mit weiteren Söhnen der Familie von Arnim die Klosterschule Ilfeld und vier Jahre bis zum Abitur das Pädagogium Putbus. Anschließend studierte er in Göttingen, Greifswald und Marburg Rechtswissenschaft. 1897 wurde er Mitglied des Corps Saxonia Göttingen. Im gleichen Jahr schloss er sich noch dem Corps Pomerania Greifswald an. Im Jahr 1900 trat er als Referendar in den preußischen Staatsdienst ein und legte nach dem Referendariat das Regierungsassessorexamen ab.
Als Assessor war Arnim in verschiedenen Behörden tätig: unter anderem im Berliner Polizeipräsidium, in der Regierung der preußischen Provinz Posen und im Reichskolonialamt. 1914 wurde er zum Landrat des Landkreises Jüterbog-Luckenwalde ernannt, kurz darauf jedoch zum Kriegsdienst einberufen. Er kommandierte ein Bataillon der Infanterie und erhielt diverse Auszeichnungen, unter anderem das Eiserne Kreuz erster und zweiter Klasse. Vor Kriegsende konnte er auf seine Landratsstelle zurückkehren, verweigerte aber den Eid auf die republikanische Weimarer Verfassung und schied daher 1919 aus dem Staatsdienst aus.
1909 hatte Dietloff von Arnim Marie Luise von Witte (1888–1968) geheiratet, mit der er drei Kinder hatte. Karl Silex war sein Schwiegersohn, er heiratete Arnims Tochter Rosemarie. In den 1920er Jahren verwaltete er Ragow, das Rittergut seiner Schwiegereltern, und nannte sich in dieser Zeit von Arnim-Ragow. Die Ehe endete 1930 mit Scheidung, worauf Arnim wieder den Namen von Arnim-Rittgarten führte. Arnim ehelichte 1931 Marie Agnes von Tresckow (1902–1945), eine Tochter des preußischen Generals der Kavallerie Hermann von Tresckow und Schwester von Henning von Tresckow. Aus dieser Ehe ging eine Tochter hervor.
In der Weimarer Republik engagierte sich Arnim in zahlreichen Landwirtschaftsverbänden, so im Landbund und im Verband preußischer Landgemeinden. Er war Vorstandsmitglied beim Deutschen Landgemeindetag. Wie viele adlige Großgrundbesitzer in Brandenburg war Arnim zunächst Mitglied der republikfeindlichen und antidemokratischen DNVP. Er focht heftige politische Kämpfe gegen die konservative Opposition in Landbund und DNVP aus, deren Wortführer Dietlof von Arnim-Boitzenburg war. Bei diesen Konflikten ging es einerseits um eine Regierungsbeteiligung der DNVP, die die Konservativen ablehnten, andererseits um die Geburtsvorrechte des Adels. Dietloff von Arnim agitierte energisch für eine stärkere Unterstützung der Landwirtschaft durch die DNVP und hielt dafür auch außenpolitische Kompromisse für tragbar. 1929 trat er zur Christlich-Nationalen Bauern- und Landvolkpartei über und betonte in einer öffentlichen Erklärung den „freien deutschen Bauernstand“ als das Fundament für ein „gesundes deutsches Staatsleben“. Zum 1. Dezember 1931 trat er der NSDAP bei (Mitgliedsnummer 850.696). 1932 kandidierte er bereits auf einer NSDAP-Liste für eine Vorstandswahl im Landbund.
In den traditionsreichen Johanniterorden trat Dietloff von Arnim bereits 1911 ein, wurde Mitglied der Provinzialgenossenschaft Brandenburg und 1924 Rechtsritter. Vor der Weltwirtschaftskrise umfasste sein Besitz in Rittgarten 580 Hektar. Die Leitung führte ein Administrator. In Güterberg, einem Fideikommiss, mit Carolinenthal und Marienhöh mit Louisenburg weist das letztmals veröffentlichte Landwirtschaftliche Adressbuch der Provinz Brandenburg noch zusätzlich 263 Hektar aus.

### Nationalsozialismus
Am 12. März 1933, eine Woche nach der Reichstagswahl vom 5. März, wurde Arnim auf der Liste der NSDAP in den brandenburgischen Provinziallandtag gewählt. Der Wahlkampf war von einer „nationalsozialistischen Terrorwelle“ geprägt, die NSDAP errang die absolute Mehrheit der Mandate. Der Provinziallandtag wiederum wählte Arnim in den Provinzialausschuss. Wilhelm Kube, im Februar 1933 in das Amt des Oberpräsidenten der Provinz gehievt, wollte nunmehr so schnell wie möglich den Landesdirektor der Provinz Brandenburg, Hugo Swart, durch einen Nationalsozialisten ersetzen. Kube ernannte Arnim im April 1933 zum Landesdirektor. Arnims Antrittsrede vor dem Provinziallandtag, die reich an antisemitischen Attacken war, belegte „eindrucksvoll“, so Fabian Scheffczyk, seine nationalsozialistische Gesinnung. Die Gleichschaltung des Provinzialverbands wurde spätestens mit dem 1. Januar 1934 vollendet: Per Gesetz erhielt der Oberpräsident nach dem Führerprinzip alle Aufgaben des Provinziallandtags, der Provinzialausschüsse und des Landesdirektors und wurde zu dessen Dienstvorgesetztem. Arnim blieb bis 1944 Landesdirektor (am 15. April 1937 wurde die Amtsbezeichnung in Landeshauptmann geändert, 1940 die Provinz in Mark Brandenburg umbenannt). Er übernahm auch das Amt des Vorstandsvorsitzenden des Vereins Oberlinhaus, das zuvor ebenfalls Swart innegehabt hatte. Arnim gehörte der Kaiser-Wilhelm-Gesellschaft zur Förderung der Wissenschaften an.
Als brandenburgischer Landeshauptmann war Arnim ab 1940 auch für die dortigen NS-Euthanasiemaßnahmen zuständig. Neben Hans Heinze, dem Leiter der Landesanstalt Görden, und Friedrich Baumann, dem Leiter der Heil- und Pflegeanstalt Sorau, gehörte Arnim zu den wenigen Personen, die von Anfang an und vollständig mit der Durchführung der Aktion T4 in Brandenburg vertraut waren. Ohne seine Zustimmung waren Verlegungen von Patienten in Tötungsanstalten nicht möglich. In der Literatur ist gelegentlich vermutet worden, dass Arnim Bedenken wegen des Krankenmordes hatte. Verwiesen wird dabei auf eine interne Notiz von Irmfried Eberl, dem Leiter der Tötungsanstalt Bernburg, der um 1941/1942 schrieb, Arnim sei „mit einer gewissen Vorsicht zu behandeln“, während der Landeshauptmann der Provinz Sachsen Kurt Otto den Tötungen „uneingeschränkt positiv“ gegenüberstehe. Es gibt jedoch keine fassbaren Belege für derartige Bedenken, ein Reden oder Handeln Arnims in diesem Sinn ist nirgends dokumentiert. Der Amtsrichter Lothar Kreyssig, der tatsächlich Widerstand gegen die Verlegung von Patienten in Tötungsanstalten leistete, erhielt von ihm keine Unterstützung. Kreyssig hatte in einem Schreiben an mehrere Anstalten diesen die Verlegung von Patienten untersagt, die unter der Vormundschaft des Amtsgerichts standen. Daraufhin ersuchte ihn Arnim in seiner Funktion als Landeshauptmann schriftlich, diese Briefe zurückzuziehen. Es gehe hier um „kriegswichtige Wehrinteressen“ und die Landesanstalten hätten bereits von ihm Weisung erhalten, solche Verlegungen auch ohne Kreyssigs Zustimmung durchzuführen.
Im Nachgang des Attentats vom 20. Juli 1944 wurde Arnim am 22. August festgenommen. Der Grund war, dass sein Schwager Henning von Tresckow, einer der Köpfe des 20. Juli, im Sommer 1943 in der Villa von Arnim gewohnt hatte; die Gestapo verdächtigte ihn, dabei von Tresckows Attentatsplänen erfahren zu haben. Am 8. September erfolgte die „ehrenvolle Entlassung“ Arnims aus der Haft, da sich der Verdacht nicht bestätigt habe. Brieflich bat Arnim dann am 22. September um seine Versetzung in den Ruhestand aus Altersgründen (er zählte bereits 68 Jahre). Der Oberpräsident der Provinz Brandenburg und Gauleiter Emil Stürtz befürwortete dieses Gesuch und Arnim wurde zum 1. November 1944 in den Ruhestand versetzt. Stürtz richtete im Dezember eine Abschiedsveranstaltung für ihn aus, betonte die „vorbildliche Zusammenarbeit zwischen Partei und Provinzialverwaltung“ und stellte ihm eine künftige Beteiligung an der Provinzialverwaltung in Aussicht. In seiner Abschiedsrede dankte Arnim dem Gauleiter, kritisierte allerdings die Unterstellung des Landeshauptmanns unter den Oberpräsidenten – „wahrscheinlich zum ersten Mal öffentlich“, wie Fabian Scheffczyk kommentiert.
Arnim zog sich mit seiner Frau und ihrer gemeinsamen elfjährigen Tochter auf sein Gut Rittgarten zurück. Anfang Mai 1945, als die sowjetischen Truppen näher kamen, begingen die Arnims Suizid mit Gift und vergifteten auch ihre Tochter. Auf dem Friedhof Rittgarten erinnert ein Grabstein an sie.

## Rezeption
In Sabine Friedrichs Roman Wer wir sind spielen die letzten Tage Arnims und seiner Familie eine Rolle. Ihre Darstellung basiert auf historischer Literatur sowie den Erinnerungen von Christoph Silex, einem Enkel von Dietloff von Arnim.